# Regering-Van den Brande III
De regering-Van den Brande III (20 oktober 1992 - 20 juni 1995) was de derde Vlaamse Regering onder leiding van christendemocraat Luc Van den Brande.
Na de parlementsverkiezingen van eind 1991 diende de Vlaamse regering proportioneel te zijn samengesteld. Dit was echter niet het geval (PVV en VB stapten niet in de regering), maar ze kreeg wel het vertrouwen. Op 20 oktober 1992 verviel de verplichting om proportioneel te zijn en de regering-Van den Brande II nam ontslag en kwam dezelfde dag terug in functie als regering-Van den Brande III. De regering werd toen ook hernoemd van Vlaamse Executieve naar Vlaamse regering; ministers werden in plaats van Gemeenschapsminister nu Vlaams minister genoemd.
Op 15 maart 1995, in het zicht van de komende verkiezingen, komt het tot een openlijke breuk in de regering over het Mestactieplan van minister van leefmilieu De Batselier: SP en VU steunen het plan terwijl de CVP, onder druk van Robert Eeckloo van de Boerenbond, het verwerpt. Omdat de verkiezingen al aangekondigd zijn, besluiten de partijen om de korte tijd tot aan de verkiezingen te overbruggen als volwaardige regering.

## Samenstelling
De regering-Van den Brande III bestond uit 8 ministers (7 ministers + 1 minister-president). CVP had 4 ministers (inclusief de minister-president), SP 3 en VU 1.
| Minister                                                   | Minister                    | Minister                         | Bevoegdheden                                                   | Termijn                          | Partij |
| ---------------------------------------------------------- | --------------------------- | -------------------------------- | -------------------------------------------------------------- | -------------------------------- | ------ |
|                                                            |                             | Luc Van den Brande (1945)        | Minister-president                                             | 20 oktober 1992 - 20 juni 1995   | CVP    |
| Economie en KMO, Wetenschap, Energie en Buitenlandse Zaken |                             | Luc Van den Brande (1945)        |                                                                | 20 oktober 1992 - 20 juni 1995   | CVP    |
|                                                            |                             | Norbert De Batselier (1947)      | Viceminister-president                                         | 20 oktober 1992 - 13 juni 1995   | SP     |
| Volkshuisvesting en Leefmilieu                             |                             | Norbert De Batselier (1947)      |                                                                | 20 oktober 1992 - 13 juni 1995   | SP     |
|                                                            |                             | Theo Kelchtermans (1943)         | Binnenlandse Zaken, Openbare Werken en Ruimtelijke Ordening    | 20 oktober 1992 - 20 juni 1995   | CVP    |
|                                                            |                             | Hugo Weckx (1935)                | Cultuur en Brusselse Zaken                                     | 20 oktober 1992 - 20 juni 1995   | CVP    |
|                                                            |                             | Luc Van den Bossche (1947)       | Onderwijs en Ambtenarenzaken                                   | 20 oktober 1992 - 20 juni 1995   | SP     |
|                                                            |                             | Johan Sauwens (1951)             | Verkeer en Mobiliteit, Buitenlandse Handel en Staatshervorming | 20 oktober 1992 - 20 juni 1995   | VU     |
|                                                            |                             | Leona Detiège (1942)             | Sociale Zaken en Werkgelegenheid                               | 20 oktober 1992 - 1 januari 1995 | SP     |
|                                                            |                             | Wivina Demeester-De Meyer (1943) | Financiën en Begroting, Jeugd, Gezin en Gezondheid             | 20 oktober 1992 - 20 juni 1995   | CVP    |
|                                                            |                             | Leo Peeters (1950)               | Sociale Zaken en Werkgelegenheid                               | 1 januari 1995 - 20 juni 1995    | SP     |
| Volkshuisvesting en Leefmilieu                             | 13 juni 1995 - 20 juni 1995 | Leo Peeters (1950)               |                                                                |                                  | SP     |

### Herschikkingen
- Op 1 januari 1995 wordt Leona Detiège vervangen door Leo Peeters, omdat zij burgemeester wordt van Antwerpen.
- Op 13 juni 1995 neemt Norbert De Batselier ontslag, want hij wordt dan voorzitter van het Vlaams Parlement.[2] Leo Peeters neemt de bevoegdheden Leefmilieu en Huisvesting over.